# 500 miles d'Indianapolis 1955
GP précédent GP suivant
Les 500 miles d'Indianapolis 1955 (XXXIXth Indianapolis Motor Sweepstakes), courus sur l'Indianapolis Motor Speedway et organisés le lundi 30 mai 1955, ont été remportés par le pilote américain Bob Sweikert sur une Kurtis Kraft-Offenhauser.
L'épreuve comptait pour le championnat national américain (AAA) mais également pour le championnat du monde des pilotes, dont elle constituait la quarante-quatrième épreuve et la troisième manche de la saison.

## Contexte avant la course

### Le championnat du monde
Depuis 1950, les 500 miles d'Indianapolis, traditionnelle épreuve de l'AAA qui se court suivant une réglementation proche de l'ancienne formule internationale, font également partie du championnat du monde des conducteurs. Cependant, cette année encore, seuls les spécialistes américains y sont présents, les constructeurs et pilotes de F1 boycottant généralement cette course. La Scuderia Ferrari avait toutefois tenté l'expérience en 1952 avec Alberto Ascari, sans succès. Quatre jours avant l'édition 1955 des 500 Miles, Ascari, qui était un des principaux animateurs du championnat du monde, a été victime d'un accident mortel sur le circuit de Monza, alors qu'il essayait une Ferrari 750 Sport.

### Le circuit
Inauguré en 1909, le circuit d'Indianapolis est situé dans la ville de Speedway (Indiana). Son tracé rectangulaire comporte quatre virages à gauche, tous relevés et à rayon constant. Initialement constitué de graviers, le revêtement de la piste est composé de portions en Tarmac et d’autres en briques rouges. La largeur de la piste est comprise entre seize et vingt mètres. Malgré son dessin très simple, Indianapolis est un circuit très sélectif, les courbes se négociant à très haute vitesse. En 1954, Jack McGrath s'y était qualifié à près de 227 km/h de moyenne.
Contrairement aux Grands Prix européens, le départ est de type lancé, après un tour accompli derrière la voiture de sécurité (cette année une Chevrolet Bel Air Convertible).

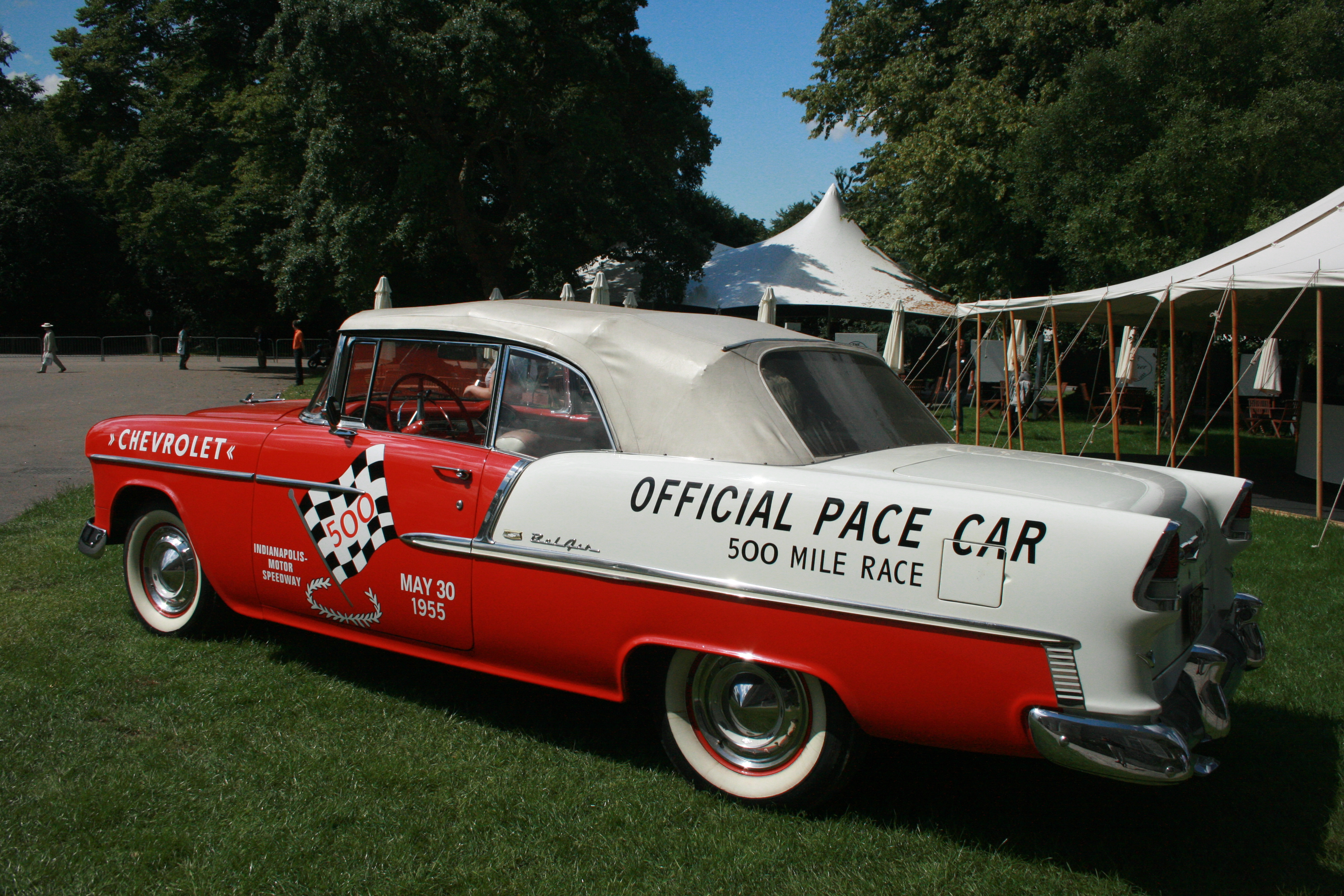
La Chevrolet Bel Air, voiture de sécurité de l'édition 1955 des 500 miles.

## Monoplaces en lice
La piste d'Indianapolis ne comportant que des virages à gauche, les monoplaces engagées sont préparées spécialement à cet effet et leur moteur est décentré à gauche du châssis ; les pneus sont profilés pour les virages à gauche. Le constructeur le plus représenté est Kurtis Kraft, vainqueur des éditions 1950, 1951, 1953 et 1954. Quant au moteur, presque tous les concurrents utilisent le bloc 4 cylindres Offenhauser (4 500 cm3, 320 chevaux à 5 200 tr/min). Le règlement permet l'utilisation de moteurs 3 litres à compresseur, mais le nombre de voitures ainsi équipées est très faible.

## Coureurs inscrits
| no | Pilote                       | Écurie                   | Monoplace (nom officiel)         | Constructeur | Châssis               | Moteur          | Pneumatiques |
| 1  | Jimmy Bryan                  | Dean Van Lines           | Dean Van Lines Spl.              | Kuzma        | Kuzma Indy Roadster   | Offenhauser L4  | F            |
| 3  | Jack McGrath                 | Jack Hinkle              | Hinkle Spl.                      | Kurtis Kraft | Kurtis Kraft 500C     | Offenhauser L4  | F            |
| 4  | Bill Vukovich                | Lindsey Hopkins          | Hopkins Spl.                     | Kurtis Kraft | Kurtis Kraft 500C     | Offenhauser L4  | F            |
| 5  | Jimmy Reece                  | Emmet Malloy             | Malloy Spl.                      | Pankratz     | Pankratz D            | Offenhauser L4  | F            |
| 6  | Bob Sweikert                 | John Zink                | John Zink Spl.                   | Kurtis Kraft | Kurtis Kraft 500C     | Offenhauser L4  | F            |
| 7  | Bob Christie                 | Dean Van Lines           | Dean Van Lines Spl.              | Kuzma        | Kuzma Indy Roadster   | Dodge V8        | F            |
| 8  | Sam Hanks                    | Jones & Maley Cars       | Jones & Maley Spl.               | Kurtis Kraft | Kurtis Kraft 500C     | Offenhauser L4  | F            |
| 9  | Johnnie Parsons Spider Webb  | Ed Walsh                 | Bardahl Spl.                     | Kurtis Kraft | Kurtis Kraft 500C     | Offenhauser L4  | F            |
| 10 | Tony Bettenhausen Paul Russo | H.A. Chapman             | Chapman Spl.                     | Kurtis Kraft | Kurtis Kraft 500C     | Offenhauser L4  | F            |
| 12 | Don Freeland                 | Bob Estes                | Bob Estes Spl.                   | Phillips     | Phillips              | Offenhauser L4  | F            |
| 14 | Fred Agabashian              | Federal Engineering      | Federal Engineering Detroit Spl. | Kurtis Kraft | Kurtis Kraft 500C     | Offenhauser L4  | F            |
| 15 | Jimmy Davies                 | Pat Clancy               | Bardhal Spl.                     | Kurtis Kraft | Kurtis Kraft 500B     | Offenhauser L4  | F            |
| 16 | Johnnie Parsons              | Trio Brass Foundry       | Trio Brass Spl.                  | Kurtis Kraft | Kurtis Kraft 500C     | Offenhauser L4  | F            |
| 18 | Troy Ruttman                 | Novi Racing              | Novi Spl.                        | Kurtis Kraft | Kurtis Kraft          | Novi V8s        | F            |
| 19 | Andy Linden                  | Joseph Massaglia         | Massaglia Spl.                   | Kurtis Kraft | Kurtis Kraft 4000     | Offenhauser L4  | F            |
| 21 | Paul Russo                   | Wolcott Fuel Injection   | Wolcott Spl.                     | Kurtis Kraft | Kurtis Kraft 500A     | Offenhauser L4s | F            |
| 22 | Cal Niday                    | D-A Lubricant Racing     | D-A Lubricant Spl.               | Kurtis Kraft | Kurtis Kraft 500B     | Offenhauser L4  | F            |
| 23 | Jerry Hoyt                   | Jim Robbins              | Jim Robbins Spl.                 | Stevens      | Stevens               | Offenhauser L4  | F            |
| 24 | Len Duncan                   | Ray Brady                | Ray Brady Spl.                   | Kurtis Kraft | Kurtis Kraft 4000     | Offenhauser L4  | F            |
| 25 | Ed Elisian                   | Lutes Truck Parts        | Lutes Truck Parts Spl.           | Kurtis Kraft | Kurtis Kraft 4000     | Offenhauser L4  | F            |
| 27 | Rodger Ward                  | E.R. Casale              | Aristo Blue Spl.                 | Kuzma        | Kuzma Indy Roadster   | Offenhauser L4  | F            |
| 28 | Gene Hartley                 | Commercial Motor Freight | Commercial Motor Freight Spl.    | Ewing        | Ewing D               | Offenhauser L4  | F            |
| 29 | Pat O’Connor                 | Ansted Rotary            | Ansted Rotary Spl.               | Kurtis Kraft | Kurtis Kraft 500D     | Offenhauser L4  | F            |
| 31 | Keith Andrews                | John McDaniel            | John McDaniel Spl.               | Schroeder    | Schroeder             | Offenhauser L4  | F            |
| 32 | Jiggs Peters                 | Lee Glessner             | Lee Glessner Spl.                | Scopa        | Scopa                 | Offenhauser L4  | F            |
| 33 | Jim Rathmann                 | Californian Muffler      | Belond-Miracle Power Spl.        | Epperly      | Epperly Indy Roadster | Offenhauser L4  | F            |
| 36 | Tony Bonadies                | Duke Donaldson           | Duke Donaldson Spl.              | Kurtis Kraft | Kurtis Kraft 3000     | Offenhauser L4  | F            |
| 37 | Eddie Russo                  | Dr. Sabourin             | Dr. Sabourin Spl.                | Pawl         | Pawl                  | Offenhauser L4  | F            |
| 39 | Johnny Boyd                  | Chapman Root             | Sumar Spl.                       | Kurtis Kraft | Kurtis Kraft 500D     | Offenhauser L4  | F            |
| 41 | Chuck Weyant                 | Federal Engineering      | Federal Engineering Detroit Spl. | Kurtis Kraft | Kurtis Kraft 3000     | Offenhauser L4  | F            |
| 42 | Al Keller                    | Sam Traylor Offy         | Sam Traylor Spl.                 | Kurtis Kraft | Kurtis Kraft 2000     | Offenhauser L4  | F            |
| 44 | Johnny Thomson               | Peter Schmidt            | Schmidt Spl.                     | Kuzma        | Kuzma Indy Roadster   | Offenhauser L4  | F            |
| 48 | Jimmy Daywalt                | Chapman Root             | Sumar Spl.                       | Kurtis Kraft | Kurtis Kraft 500C     | Offenhauser L4  | F            |
| 49 | Ray Crawford                 | Ray Crawford             | Crawford Spl.                    | Kurtis Kraft | Kurtis Kraft 500B     | Offenhauser L4  | F            |
| 61 | Russ Klar                    | Ray Brady                | Ray Brady Spl.                   | Schroeder    | Schroeder             | Offenhauser L4  | F            |
| 64 | Leroy Warriner               | Ansted Rotary            | Ansted Rotary Spl.               | Kurtis Kraft | Kurtis Kraft 500A     | Offenhauser L4  | F            |
| 68 | Ed Elisian                   | Westwood Gauge           | Pete Wales Spl.                  | Kurtis Kraft | Kurtis Kraft 4000     | Offenhauser L4  | F            |
| 69 | Ernie McCoy                  | LaVilla                  | LaVilla Spl.                     | Templeton    | Templeton D           | Offenhauser L4  | F            |
| 71 | Al Herman                    | T.W. & W.T. Martin       | Martin Bros Spl.                 | Kurtis Kraft | Kurtis Kraft          | Offenhauser L4  | F            |
| 72 | Bill Homeier                 | Ernest Ruiz              | Travelon Trailer Spl.            | Kurtis Kraft | Kurtis Kraft 500B     | Offenhauser L4  | F            |
| 73 | Len Duncan                   | Lee Elkins               | McNamara Spl.                    | Kurtis Kraft | Kurtis Kraft 500C     | Offenhauser L4  | F            |
| 74 | Elmer George                 | Walmotor                 | Walmotor Spl.                    | Schroeder    | Schroeder             | Offenhauser L4  | F            |
| 76 | Johnny Kay                   | Leitenberger             | Leitenberger Spl.                | Silnes       | Silnes                | Offenhauser L4  | F            |
| 77 | Bill Homeier Walt Faulkner   | Merz Engineering         | Merz Engineering Spl.            | Kurtis Kraft | Kurtis Kraft 500C     | Offenhauser L4  | F            |
| 78 | George Tichenor              | Lindsey Hopkins          | Motor Racer Spl.                 | Lesovsky     | Lesovsky              | Offenhauser L4  | F            |
| 81 | Shorty Templeman             | Pete Salemi              | Central Excavating Spl.          | Trevis       | Trevis                | Offenhauser L4  | F            |
| 83 | Eddie Johnson                | Kalamazoo Sports         | McNamara Spl.                    | Trevis       | Trevis                | Offenhauser L4  | F            |
| 88 | Manny Ayulo                  | Peter Schmidt            | Peter Schmidt Spl.               | Kurtis Kraft | Kurtis Kraft 500C     | Offenhauser L4  | F            |
| 89 | Pat Flaherty                 | Dunn Engineering         | Dunn Engineering Spl.            | Kurtis Kraft | Kurtis Kraft 500B     | Offenhauser L4  | F            |
| 93 | Danny Kladis                 | Roy McKay                | Roy McKay Spl.                   | Kurtis Kraft | Kurtis Kraft 3000     | Offenhauser L4  | F            |
| 98 | Duane Carter                 | JC Agajanian             | Agajanian Spl.                   | Kuzma        | Kuzma Indy Roadster   | Offenhauser L4  | F            |
| 99 | Art Cross                    | Murrell Belanger         | Belanger Motors Spl.             | Kurtis Kraft | Kurtis Kraft 500C     | Offenhauser L4  | F            |

## Qualifications
Les essais qualificatifs sont prévus les deux week-ends du 14/15 et 21/22 mai. Pour les qualifications, les pilotes sont chronométrés sur 4 tours lancés (10 miles). Le premier jour, déterminant les premières positions de la grille de départ, est appelé "Pole Day", les pilotes se qualifiant les jours suivants ne pouvant prétendre aux premières places.
Le samedi 14 mai, les concurrents tardent à s'élancer, à cause de vents violents balayant la piste. Ce n'est que dans la dernière demi-heure que les pilotes peuvent tourner dans des conditions normales, et seuls Jerry Hoyt et Tony Bettenhausen parviennent à se qualifier, Hoyt obtenant la pole position à 225,381 km/h de moyenne.
Le dimanche, le vent est tombé et de nombreux pilotes prennent la piste. Malgré des conditions bien meilleures, seuls six pilotes se qualifient ce deuxième jour, beaucoup ayant renoncé avant la fin des quatre tours, estimant leur performance insuffisante. C'est Jack McGrath qui s'est montré le plus rapide, battant son record de l'année précédente, ayant bouclé ses quatre tours à la moyenne de 229,460 km/h. Il a également pulvérisé le record de la piste, son meilleur tour ayant été effectué à la moyenne de 231,412 km/h. Sa performance est malheureusement assombrie par l'accident de Manny Ayulo, survenu en fin de journée, et causé par une défaillance dans la direction. Relevé inconscient, le pilote succombera à ses blessures le lendemain.
Le second week-end de qualification est très disputé, vingt-cinq places restant à pourvoir. Le samedi, douze pilotes obtiennent une place sur la grille, le plus rapide étant Cal Niday qui a bouclé ses quatre tours à la moyenne de 225,794 km/h. Le dimanche matin, il pleut et personne ne tourne, alors que treize pilotes doivent encore se qualifier. L'après-midi, la piste s'assèche, et permet de compléter la grille de départ, bien que certains pilotes n'aient pu bénéficier de conditions optimales (seulement 216 km/h pour le dernier qualifié).
| Pos. | no | Pilote            | Voiture      | Moyenne      | Temps (4 tours) | Écart    |
| 1    | 23 | Jerry Hoyt        | Stevens      | 225,381 km/h | 4 min 17 s 06   |          |
| 2    | 10 | Tony Bettenhausen | Kurtis Kraft | 225,284 km/h | 4 min 17 s 17   | + 0 s 11 |

| Pos. | no | Pilote          | Voiture      | Moyenne      | Temps (4 tours) | Écart    |
| 1    | 3  | Jack McGrath    | Kurtis Kraft | 229,460 km/h | 4 min 12 s 49   |          |
| 2    | 14 | Fred Agabashian | Kurtis Kraft | 228,419 km/h | 4 min 13 s 64   | + 1 s 15 |
| 3    | 4  | Bill Vukovich   | Kurtis Kraft | 227,032 km/h | 4 min 15 s 19   | + 2 s 70 |
| 4    | 8  | Sam Hanks       | Kurtis Kraft | 225,609 km/h | 4 min 16 s 80   | + 4 s 31 |
| 5    | 77 | Walt Faulkner   | Kurtis Kraft | 224,925 km/h | 4 min 17 s 58   | + 5 s 09 |
| 6    | 19 | Andy Linden     | Kurtis Kraft | 223,857 km/h | 4 min 18 s 81   | + 6 s 32 |

| Pos. | no | Pilote        | Voiture      | Moyenne      | Temps (4 tours) | Écart    |
| 1    | 22 | Cal Niday     | Kurtis Kraft | 225,794 km/h | 4 min 16 s 59   |          |
| 2    | 15 | Jimmy Davies  | Kurtis Kraft | 225,749 km/h | 4 min 16 s 64   | + 0 s 05 |
| 3    | 1  | Jimmy Bryan   | Kuzma        | 225,566 km/h | 4 min 16 s 85   | + 0 s 26 |
| 4    | 89 | Pat Flaherty  | Kurtis Kraft | 225,548 km/h | 4 min 16 s 87   | + 0 s 28 |
| 5    | 37 | Eddie Russo   | Pawl         | 225,495 km/h | 4 min 16 s 93   | + 0 s 34 |
| 6    | 6  | Bob Sweikert  | Kurtis Kraft | 225,302 km/h | 4 min 17 s 15   | + 0 s 56 |
| 7    | 5  | Jimmy Reece   | Pankratz     | 225,294 km/h | 4 min 17 s 16   | + 0 s 57 |
| 8    | 71 | Al Herman     | Kurtis Kraft | 225,004 km/h | 4 min 17 s 49   | + 0 s 90 |
| 9    | 48 | Jimmy Daywalt | Kurtis Kraft | 224,368 km/h | 4 min 18 s 22   | + 1 s 63 |
| 10   | 98 | Duane Carter  | Kuzma        | 224,230 km/h | 4 min 18 s 38   | + 1 s 79 |
| 11   | 29 | Pat O’Connor  | Kurtis Kraft | 224,013 km/h | 4 min 18 s 63   | + 2 s 04 |
| 12   | 33 | Jim Rathmann  | Epperly      | 223,227 km/h | 4 min 19 s 54   | + 2 s 95 |

| Pos. | no | Pilote           | Voiture      | Moyenne      | Temps (4 tours) | Écart     |
| 1    | 12 | Don Freeland     | Phillips     | 225,093 km/h | 4 min 17 s 39   |           |
| 2    | 42 | Al Keller        | Kurtis Kraft | 224,586 km/h | 4 min 17 s 97   | + 0 s 58  |
| 3    | 49 | Ray Crawford     | Kurtis Kraft | 224,030 km/h | 4 min 18 s 61   | + 1 s 22  |
| 4    | 99 | Art Cross        | Kurtis Kraft | 223,296 km/h | 4 min 19 s 46   | + 2 s 07  |
| 5    | 41 | Chuck Weyant     | Kurtis Kraft | 222,191 km/h | 4 min 20 s 75   | + 3 s 36  |
| 6    | 39 | Johnny Boyd      | Kurtis Kraft | 220,450 km/h | 4 min 22 s 81   | + 5 s 42  |
| 7    | 16 | Johnnie Parsons  | Kurtis Kraft | 220,173 km/h | 4 min 23 s 14   | + 5 s 75  |
| 8    | 31 | Keith Andrews    | Schroeder    | 218,950 km/h | 4 min 24 s 61   | + 7 s 22  |
| 9    | 68 | Ed Elisian       | Kurtis Kraft | 217,797 km/h | 4 min 26 s 01   | + 8 s 62  |
| 10   | 27 | Rodger Ward      | Kuzma        | 217,340 km/h | 4 min 26 s 57   | + 9 s 18  |
| 11   | 81 | Shorty Templeman | Trevis       | 217,284 km/h | 4 min 26 s 64   | + 9 s 25  |
| 12   | 83 | Eddie Johnson    | Trevis       | 216,375 km/h | 4 min 27 s 76   | + 10 s 37 |
| 13   | 44 | Johnny Thomson   | Kuzma        | 215,834 km/h | 4 min 28 s 43   | + 11 s 04 |

## Grille de départ
| 1re ligne | Pos. 1                                    |  | Pos. 2                                      |  | Pos. 3                                    |
|           | Jerry Hoyt Stevens 225,381 km/h           |  | Tony Bettenhausen Kurtis Kraft 225,284 km/h |  | Jack McGrath Kurtis Kraft 229,460 km/h    |
| 2e ligne  | Pos. 4                                    |  | Pos. 5                                      |  | Pos. 6                                    |
|           | Fred Agabashian Kurtis Kraft 228,419 km/h |  | Bill Vukovich Kurtis Kraft 227,032 km/h     |  | Sam Hanks Kurtis Kraft 225,609 km/h       |
| 3e ligne  | Pos. 7                                    |  | Pos. 8                                      |  | Pos. 9                                    |
|           | Walt Faulkner Kurtis Kraft 224,925 km/h   |  | Andy Linden Kurtis Kraft 223,857 km/h       |  | Cal Niday Kurtis Kraft 225,794 km/h       |
| 4e ligne  | Pos. 10                                   |  | Pos. 11                                     |  | Pos. 12                                   |
|           | Jimmy Davies Kurtis Kraft 225,749 km/h    |  | Jimmy Bryan Kuzma 225,566 km/h              |  | Pat Flaherty Kurtis Kraft 225,548 km/h    |
| 5e ligne  | Pos. 13                                   |  | Pos. 14                                     |  | Pos. 15                                   |
|           | Eddie Russo Pawl 225,495 km/h             |  | Bob Sweikert Kurtis Kraft 225,302 km/h      |  | Jimmy Reece Pankratz 225,294 km/h         |
| 6e ligne  | Pos. 16                                   |  | Pos. 17                                     |  | Pos. 18                                   |
|           | Al Herman Kurtis Kraft 225,004 km/h       |  | Jimmy Daywalt Kurtis Kraft 224,368 km/h     |  | Duane Carter Kuzma 224,230 km/h           |
| 7e ligne  | Pos. 19                                   |  | Pos. 20                                     |  | Pos. 21                                   |
|           | Pat O’Connor Kurtis Kraft 224,013 km/h    |  | Jim Rathmann Epperly 223,227 km/h           |  | Don Freeland Phillips 225,093 km/h        |
| 8e ligne  | Pos. 22                                   |  | Pos. 23                                     |  | Pos. 24                                   |
|           | Al Keller Kurtis Kraft 224,586 km/h       |  | Ray Crawford Kurtis Kraft 224,030 km/h      |  | Art Cross Kurtis Kraft 223,296 km/h       |
| 9e ligne  | Pos. 25                                   |  | Pos. 26                                     |  | Pos. 27                                   |
|           | Chuck Weyant Kurtis Kraft 222,191 km/h    |  | Johnny Boyd Kurtis Kraft 220,450 km/h       |  | Johnnie Parsons Kurtis Kraft 220,173 km/h |
| 10e ligne | Pos. 28                                   |  | Pos. 29                                     |  | Pos. 30                                   |
|           | Keith Andrews Schroeder 218,950 km/h      |  | Ed Elisian Kurtis Kraft 217,797 km/h        |  | Rodger Ward Kuzma 217,340 km/h            |
| 11e ligne | Pos. 31                                   |  | Pos. 32                                     |  | Pos. 33                                   |
|           | Shorty Templeman Trevis 217,284 km/h      |  | Eddie Johnson Trevis 216,375 km/h           |  | Johnny Thomson Kuzma 215,834 km/h         |

La pole a été réalisée par Jerry Hoyt à la moyenne de 225,373 km/h. Le meilleur temps des qualifications est à mettre au crédit de Jack McGrath avec une moyenne de 229,460 km/h. N'ayant pas participé à la première séance qualificative, McGrath s'élança de la troisième position.

## Déroulement de la course
Le jour de la course, le temps est frais et venteux. À la fin du tour de lancement, Jack McGrath prend la tête et s'extrait du premier virage devant Tony Bettenhausen, Jerry Hoyt et Fred Agabashian. Cinquième, Bill Vukovich dépasse Agabashian, puis s'empare de la troisième place au détriment de Hoyt à la fin du premier tour. Au suivant, il dépasse Bettenhausen et prend le sillage de McGrath. Roues dans roues, les deux hommes de tête se détachent du reste du peloton. Au quatrième tour, Vukovich s'empare du commandement de la course. Il tente alors de décrocher son adversaire, mais McGrath ne cède pas un pouce de terrain. Trente tours durant, ces deux pilotes se livrent une lutte sans merci, échangeant leurs positions à six reprises ! Vukovich finit par avoir le dernier mot, McGrath finissant par lâcher prise aux environs du quarantième tour. Au quart de la course, alors que la moyenne de Vukovich est supérieure à 220 km/h, McGrath compte environ vingt secondes de retard. Les poursuivants, emmenés par Bob Sweikert et Jimmy Bryan qui se disputent la troisième place, sont nettement distancés. Peu après, McGrath effectue son premier ravitaillement, mais au moment de repartir il ne peut relancer sa machine, allumage défaillant ; c'est l'abandon pour l'adversaire principal de Vukovich. Celui-ci dispose désormais d'une très confortable avance sur Bryan et Sweikert. Mais alors qu'il entame son cinquante-septième tour, un incident va bouleverser la course : Rodger Ward, qui compte trois tours de retard, perd le contrôle de sa monoplace, qui après avoir heurté le mur à deux reprises, s'immobilise en travers de la piste. Al Keller, qui le suivait de près, tente de passer dans l'herbe pour l'éviter ; après une terrible embardée, sa voiture revient sur piste et heurte celle de Johnny Boyd, au moment où survient Vukovich, à environ 240 km/h. Voulant éviter les voitures en perdition, il donne un brutal coup de volant, mais ne peut maîtriser sa monoplace qui escalade la barrière de protection et se retourne sur son pilote. Juste derrière, Ed Elisian parvient à s'arrêter en catastrophe. Il se précipite pour porter secours à Vukovich, mais le champion américain, crâne fracturé, n'a pas survécu au terrible choc. Il disparaît alors qu'il était en passe de devenir le premier pilote à remporter une troisième victoire consécutive sur cette piste. Choqué, Elisian renonce à la course.
L'épreuve est alors neutralisée, les concurrents accomplissant une quinzaine de tours derrière la voiture de sécurité. Beaucoup en profitent pour ravitailler et changer de pneumatiques. Bettenhausen se fait remplacer par Paul Russo. Lorsqu'après une demi-heure la lumière verte libère les pilotes, Bryan occupe la tête de la course devant Sweikert. Tous deux ont une confortable avance sur le reste du peloton, emmené par Art Cross. Bryan se maintient à la première place jusqu'au quatre-vingt-huitième tour, puis se met à ralentir, pompe à essence défaillante. Il s'arrête alors au stand pour tenter de la faire réparer, mais la pompe refuse tout service et il abandonne. Dès lors, Sweikert, qui possède environ une minute d'avance sur Cross, se contente de gérer son avance, économisant carburant et pneus. Il effectue son second ravitaillement aux deux tiers de l'épreuve, laissant momentanément le commandement à Cross et Freeland qui ont retardé le leur. Lorsque ceux-ci ravitaillent à leur tour, il reprend la tête de la course. L'arrêt de Cross a été plus long que celui de Freeland, et celui-ci occupe désormais la seconde place. Cross le rattrape peu après et reprend la seconde place au cent-soixante-cinquième tour, mais va devoir abandonner trois boucles plus tard, moteur hors d'usage. Freeland retrouve la seconde place, devant O’Connor, mais dix tours plus tard il abandonne également, transmission cassée. O'Connor occupe désormais la seconde place, à plus de deux minutes de Sweikert qui a course gagnée. Il précède Bettenhausen, qui a repris la volant à Russo lors du second ravitaillement. Alors que les positions semblent désormais acquises et qu'il reste moins de dix tours à parcourir, O'Connor s'arrête au stand, pompe à injection défaillante : le remplacement va prendre plus de quatre minutes et lui faire perdre six places ! Sweikert remporte l'épreuve avec près de trois minutes d'avance sur Bettenhausen. Auteur d'une belle remontée, Jimmy Davies termine à la troisième place.

### Classements intermédiaires
Classements intermédiaires des monoplaces aux premier, troisième, cinquième, dixième, vingtième, trentième, quarantième, cinquantième, soixantième, quatre-vingtième, centième, cent-vingtième, cent-quarantième, cent-soixantième et cent-quatre-vingtième tours.

### Classement final

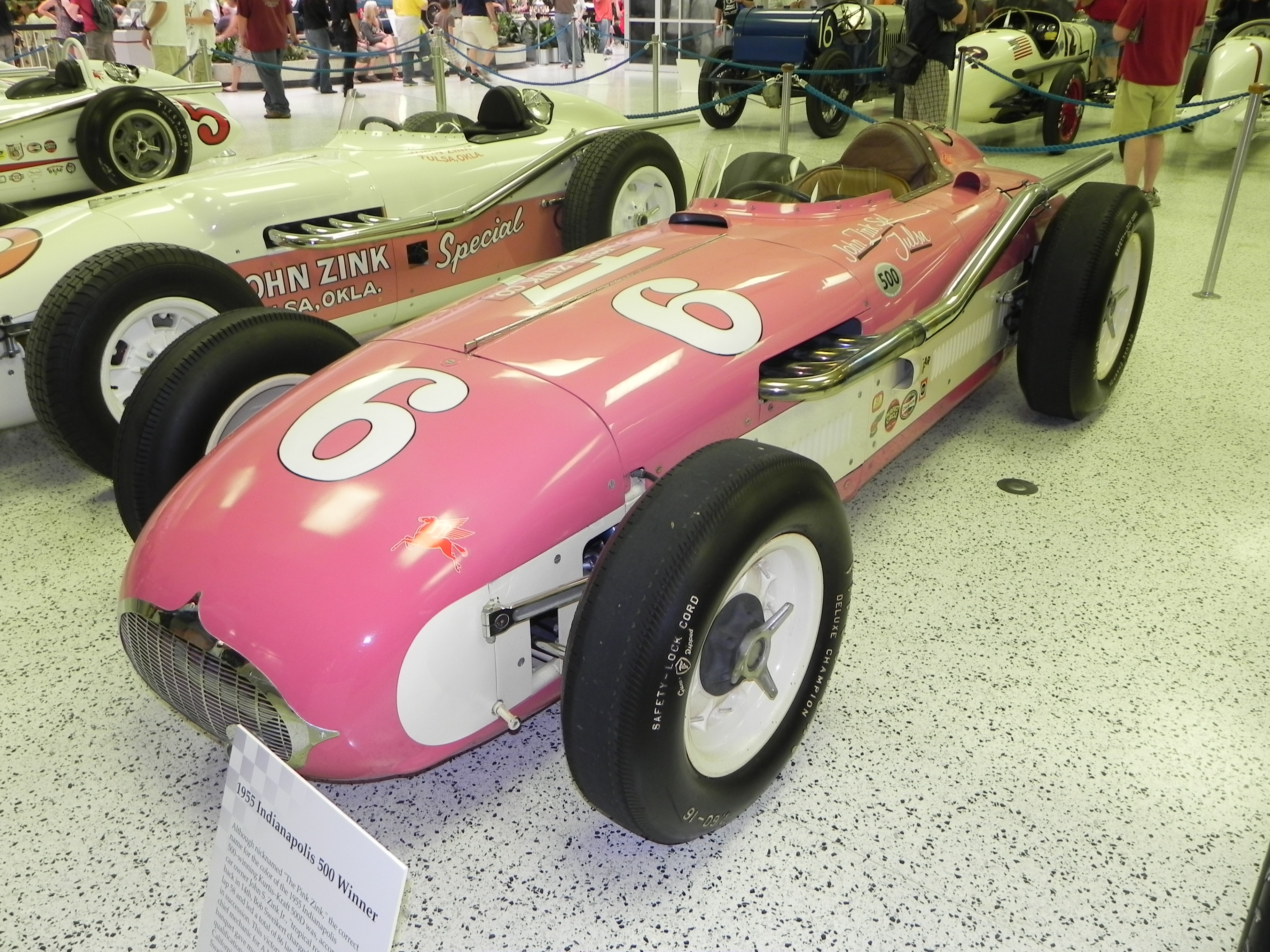
La Kurtis Kraft-Offenhauser de Bob Sweikert, victorieuse de l'édition 1955 des 500 miles d'Indianapolis.

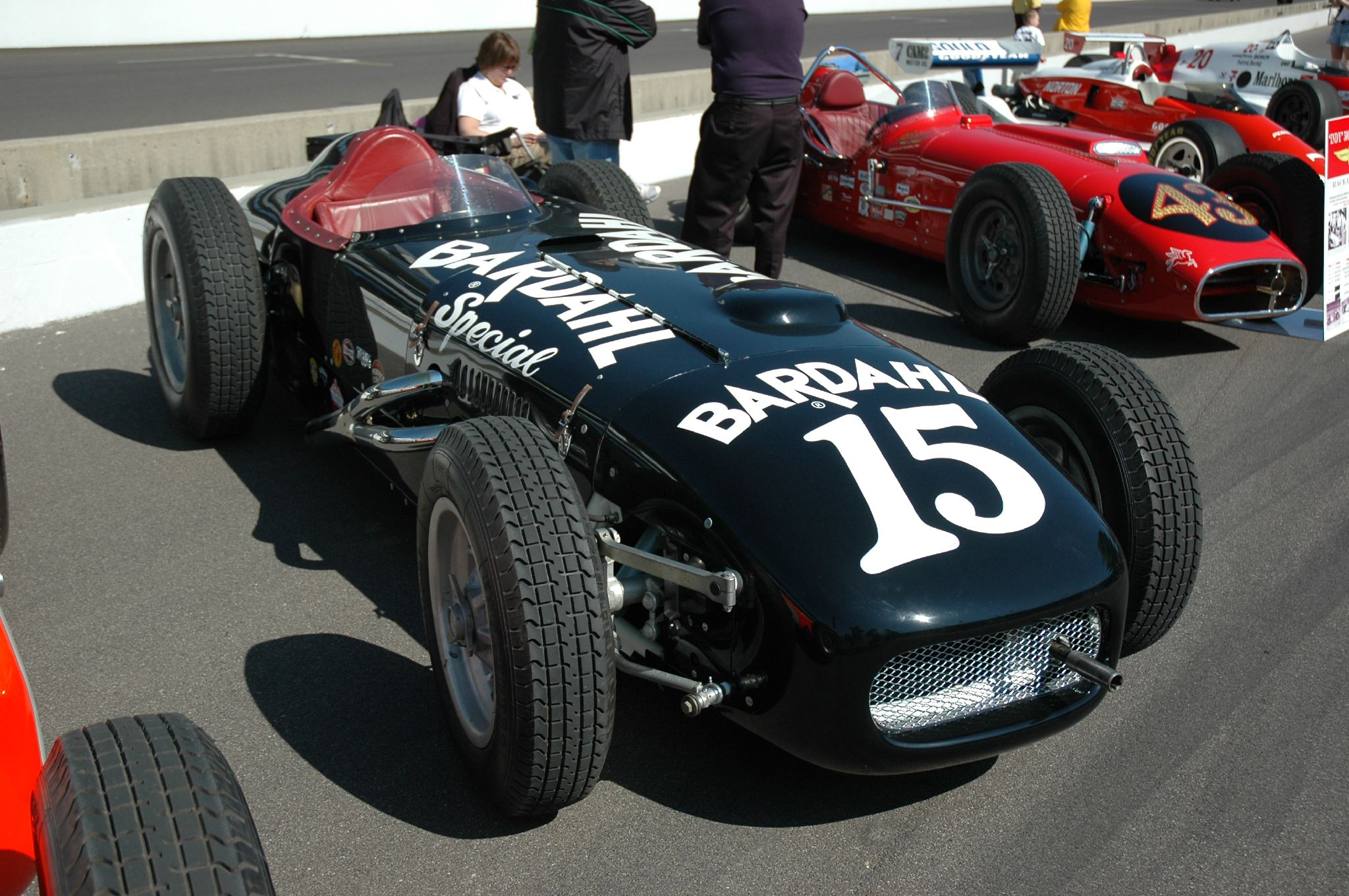
La Kurtis-Offenhauser amenée par Jimmy Davies à la 3e place finale de la course.

| Rang | no | Pilote                       | Voiture                  | Tours | Temps/Abandon      | Points |
| 1    | 6  | Bob Sweikert                 | Kurtis Kraft-Offenhauser | 200   | 3 h 53 min 59 s 53 | 8      |
| 2    | 10 | Tony Bettenhausen Paul Russo | Kurtis Kraft-Offenhauser | 200   | + 2 min 43 s 56    | 3      |
| 3    | 15 | Jimmy Davies                 | Kurtis Kraft-Offenhauser | 200   | + 3 min 32 s 36    | 4      |
| 4    | 44 | Johnny Thomson               | Kuzma-Offenhauser        | 200   | + 3 min 38 s 91    | 3      |
| 5    | 77 | Walt Faulkner Bill Homeier   | Kurtis Kraft-Offenhauser | 200   | + 5 min 17 s 17    | 1      |
| 6    | 19 | Andy Linden                  | Kurtis Kraft-Offenhauser | 200   | + 5 min 57 s 94    |        |
| 7    | 71 | Al Herman (R)                | Kurtis Kraft-Offenhauser | 200   | + 6 min 24 s 24    |        |
| 8    | 29 | Pat O'Connor                 | Kurtis Kraft-Offenhauser | 200   | + 6 min 41 s 60    |        |
| 9    | 48 | Jimmy Daywalt                | Kurtis Kraft-Offenhauser | 200   | + 7 min 09 s 81    |        |
| 10   | 89 | Pat Flaherty                 | Kurtis Kraft-Offenhauser | 200   | + 7 min 46 s 54    |        |
| 11   | 98 | Duane Carter                 | Kuzma-Offenhauser        | 197   | + 3 tours          |        |
| 12   | 41 | Chuck Weyant (R)             | Kurtis Kraft-Offenhauser | 196   | + 4 tours          |        |
| 13   | 83 | Eddie Johnson                | Trevis-Offenhauser       | 196   | + 4 tours          |        |
| 14   | 33 | Jim Rathmann                 | Epperly-Offenhauser      | 191   | + 9 tours          |        |
| 15   | 12 | Don Freeland                 | Phillips-Offenhauser     | 178   | Transmission       |        |
| 16   | 22 | Cal Niday                    | Kurtis Kraft-Offenhauser | 170   | Accident           |        |
| 17   | 99 | Art Cross                    | Kurtis Kraft-Offenhauser | 168   | Moteur             |        |
| 18   | 81 | Shorty Templeman (R)         | Trevis-Offenhauser       | 142   | Transmission       |        |
| 19   | 8  | Sam Hanks                    | Kurtis Kraft-Offenhauser | 134   | Transmission       |        |
| 20   | 31 | Keith Andrews (R)            | Schroeder-Offenhauser    | 120   | Pompe à essence    |        |
| 21   | 16 | Johnnie Parsons              | Kurtis Kraft-Offenhauser | 119   | Magnéto            |        |
| 22   | 37 | Eddie Russo (R)              | Pawl-Offenhauser         | 112   | Allumage           |        |
| 23   | 49 | Ray Crawford (R)             | Kurtis Kraft-Offenhauser | 111   | Moteur             |        |
| 24   | 1  | Jimmy Bryan                  | Kuzma-Offenhauser        | 90    | Pompe à essence    |        |
| 25   | 4  | Bill Vukovich                | Kurtis Kraft-Offenhauser | 56    | Accident mortel    | 1      |
| 26   | 3  | Jack McGrath                 | Kurtis Kraft-Offenhauser | 54    | Magnéto            |        |
| 27   | 42 | Al Keller (R)                | Kurtis Kraft-Offenhauser | 54    | Accident           |        |
| 28   | 27 | Rodger Ward                  | Kuzma-Offenhauser        | 53    | Accident           |        |
| 29   | 39 | Johnny Boyd (R)              | Kurtis Kraft-Offenhauser | 53    | Accident           |        |
| 30   | 68 | Ed Elisian                   | Kurtis Kraft-Offenhauser | 53    | Retrait volontaire |        |
| 31   | 23 | Jerry Hoyt                   | Stevens-Offenhauser      | 40    | Fuite d'huile      |        |
| 32   | 14 | Fred Agabashian              | Kurtis Kraft-Offenhauser | 39    | Sortie de piste    |        |
| 33   | 5  | Jimmy Reece                  | Pankratz-Offenhauser     | 10    | Moteur             |        |

Un (R) indique que le pilote était éligible au trophée du "Rookie of the Year" (meilleur débutant de l'année), attribué à Al Herman.

### Pole position et record du tour
- Pole position :  Jerry Hoyt en 1 min 04 s 265 lors de la première séance de qualification (quatre tours en 4 min 17 s 06 - vitesse moyenne : 225,361 km/h).
- Meilleur temps des qualifications établi lors de la deuxième séance par  Jack McGrath en 1 min 3 s 122 (quatre tours en 4 min 13 s 49 - vitesse moyenne : 229,441 km/h).
- Meilleur tour en course :  Bill Vukovich en 1 min 03 s 67 (vitesse moyenne : 227,467 km/h) au vingt-septième tour.

### Tours en tête
- Jack McGrath : 6 tours (1-3 / 15 / 25-26)
- Bill Vukovich : 50 tours (4-14 / 16-24 / 27-56)
- Jimmy Bryan : 31 tours (57 / 59-88)
- Bob Sweikert : 86 tours (58 / 89-132 / 160-200)
- Art Cross : 24 tours (133-156)
- Don Freeland : 3 tours (157-159)

## Classement général à l'issue de la course
- attribution des points : 8, 6, 4, 3, 2 respectivement aux cinq premiers de chaque épreuve et 1 point supplémentaire pour le pilote ayant accompli le meilleur tour en course (signalé par un astérisque)
- Le règlement permet aux pilotes de se relayer sur une même voiture, les points éventuellement acquis étant alors partagés. En Argentine, González, Farina et Trintignant marquent chacun deux points pour leur deuxième place, Farina, Trintignant et Maglioli marquent chacun un point un tiers pour leur troisième place, Herrmann, Kling et Moss marquent chacun un point pour leur quatrième place. Fait exceptionnel, Farina et Trintignant cumulent les points des deuxième et troisième places. À Monaco, Behra et Perdisa marquent chacun deux points pour leur troisième place. À Indianapolis, Bettenhausen et Russo marquent chacun trois points pour leur seconde place, Faulkner et Homeier chacun un point pour leur cinquième place.
- Sur onze épreuves qualificatives prévues pour le championnat du monde 1955, sept seront effectivement courues, les Grands Prix de France (programmé le 3 juillet), d'Allemagne (programmé le 31 juillet), de Suisse (programmé le 21 août) et d'Espagne (programmé le 23 octobre) ayant été annulés[6].

| Pos. | Pilote                | Écurie        | Points | ARG  | MON | 500 | BEL | NL | FRA | GBR | ALL | SUI | ITA | ESP |
| 1    | Maurice Trintignant   | Ferrari       | 11,33  | 3,33 | 8   | -   |     |    |     |     |     |     |     |     |
| 2    | Juan Manuel Fangio    | Mercedes-Benz | 10     | 9*   | 1*  | -   |     |    |     |     |     |     |     |     |
| 3    | Bob Sweikert          | Kurtis Kraft  | 8      | -    | -   | 8   |     |    |     |     |     |     |     |     |
| 4    | Giuseppe Farina       | Ferrari       | 6,33   | 3,33 | 3   | -   |     |    |     |     |     |     |     |     |
| 5    | Eugenio Castellotti   | Lancia        | 6      | -    | 6   | -   |     |    |     |     |     |     |     |     |
| 6    | Jimmy Davies          | Kurtis Kraft  | 4      | -    | -   | 4   |     |    |     |     |     |     |     |     |
| 7    | Tony Bettenhausen     | Kurtis Kraft  | 3      | -    | -   | 3   |     |    |     |     |     |     |     |     |
|      | Paul Russo            | Kurtis Kraft  | 3      | -    | -   | 3   |     |    |     |     |     |     |     |     |
|      | Johnny Thomson        | Kuzma         | 3      | -    | -   | 3   |     |    |     |     |     |     |     |     |
| 10   | José Froilán González | Ferrari       | 2      | 2    | -   | -   |     |    |     |     |     |     |     |     |
|      | Jean Behra            | Maserati      | 2      | -    | 2   | -   |     |    |     |     |     |     |     |     |
|      | Cesare Perdisa        | Maserati      | 2      | -    | 2   | -   |     |    |     |     |     |     |     |     |
|      | Roberto Mieres        | Maserati      | 2      | 2    | -   | -   |     |    |     |     |     |     |     |     |
|      | Luigi Villoresi       | Lancia        | 2      | -    | 2   | -   |     |    |     |     |     |     |     |     |
| 15   | Umberto Maglioli      | Ferrari       | 1,33   | 1,33 | -   | -   |     |    |     |     |     |     |     |     |
| 16   | Hans Herrmann         | Mercedes-Benz | 1      | 1    | -   | -   |     |    |     |     |     |     |     |     |
|      | Karl Kling            | Mercedes-Benz | 1      | 1    | -   | -   |     |    |     |     |     |     |     |     |
|      | Stirling Moss         | Mercedes-Benz | 1      | 1    | -   | -   |     |    |     |     |     |     |     |     |
|      | Walt Faulkner         | Kurtis Kraft  | 1      | -    | -   | 1   |     |    |     |     |     |     |     |     |
|      | Bill Homeier          | Kurtis Kraft  | 1      | -    | -   | 1   |     |    |     |     |     |     |     |     |
|      | Bill Vukovich         | Kurtis Kraft  | 1      | -    | -   | 1*  |     |    |     |     |     |     |     |     |

## À noter
- Lors de la seconde journée d'essais, accident mortel de Manny Ayulo.
- Au 57e tour de course, accident mortel de Bill Vukovich, alors largement en tête de l'épreuve, lors d'une collision générale provoquée par un pilote attardé.
- 1re victoire pour Bob Sweikert dans le cadre du championnat du monde de Formule 1.
- 5e victoire pour Kurtis Kraft en tant que constructeur dans le cadre du championnat du monde de Formule 1.
- 6e victoire pour Offenhauser en tant que motoriste dans le cadre du championnat du monde de Formule 1.
- Voitures copilotées :
  - n° 10 : Tony Bettenhausen (123 tours) et Paul Russo (77 tours). Ils se partagent les six points de la seconde place.
  - n° 77 : Walt Faulkner (176 tours) et Bill Homeier (24 tours). Ils se partagent les deux points de la cinquième place.

## Sources
- (en) Résultats complets sur le site officiel de l'Indy 500